# کریستوف ۱۶۹۸
سیارک ۱۶۹۸ (به انگلیسی: 1698 Christophe، نامگذاری:1934CS) هزار و ششصد و نود و هشتمین سیارک کشف شده‌است که در ۱۰ فوریه ۱۹۳۴ کشف شد.
قدر مطلق سیارک برابر ۱۱٫۲۰ است.